# Cremnocryptus spiniferus
Cremnocryptus spiniferus är en stekelart som först beskrevs av Cameron 1906.  Cremnocryptus spiniferus ingår i släktet Cremnocryptus och familjen brokparasitsteklar. Inga underarter finns listade i Catalogue of Life.